# Santa Maria dei Miracoli
Santa Maria dei Miracoli är en kyrkobyggnad i Rom, helgad åt Jungfru Maria. Kyrkan är belägen vid Piazza del Popolo i Rione Campo Marzio och tillhör församlingen Santa Maria del Popolo.
Santa Maria dei Miracoli bildar par med kyrkan Santa Maria in Montesanto. De bägge kyrkornas exteriörer är likartade men invändigt är skillnaderna större.

## Kyrkans historia
Ursprunget för de två kyrkorna kan härledas till 1600-talets restaurering av huvudingången till medeltidens och renässansens Rom från Via Flaminia – Porta del Popolo. Påve Alexander VII beställde upprustningen av området av arkitekten Carlo Rainaldi. I uppdraget ingick två kyrkor och dessa finansierades av kardinalen Girolamo Gastaldi (1616–1685) vars vapensköld finns avbildad i båda kyrkorna.
Byggandet av Santa Maria dei Miracoli inleddes 1675 och avslutades 1681. Ett litet oratorium fick ge plats åt den nya kyrkan. Interiören är cirkulär med en oktagonal, åttasidig, kupol. Interiören har en sirlig stuckatur utförd av Berninis elev Antonio Raggi. Statyerna av kardinalen Girolamo Gastaldi och hans bror, markisen Benedetto Gastaldi, formgavs av Carlo Fontana, som också ritade kupolen. Bysterna i brons är utförda av Girolamo Lucenti.

## Bilder

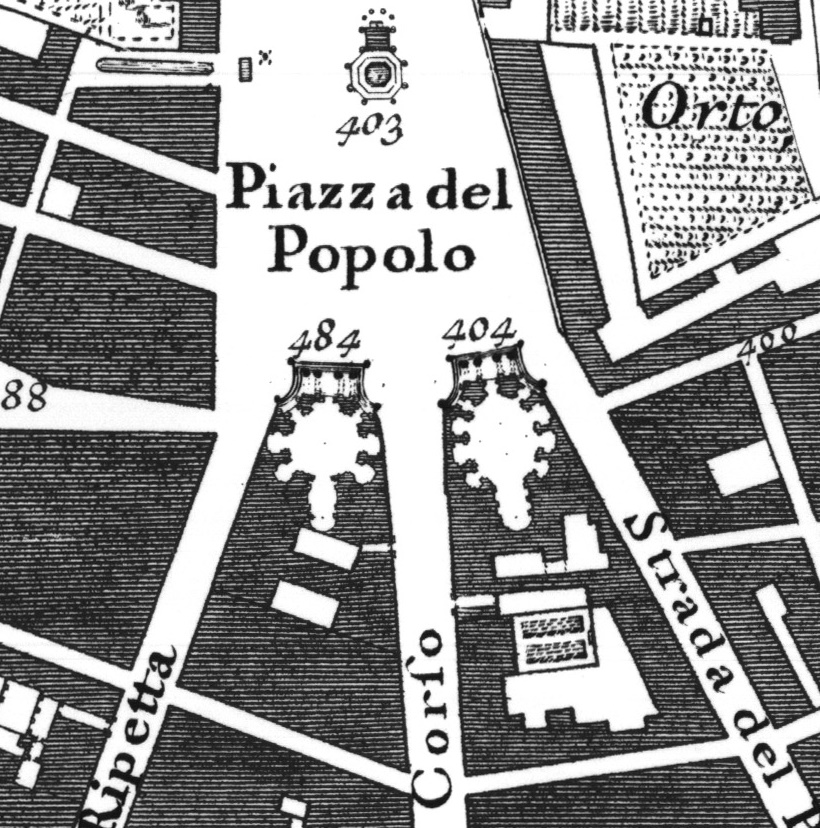
Santa Maria dei Miracoli (nummer 484) och Santa Maria di Montesanto (nummer 404)  på Giovanni Battista Nollis Rom-karta från 1748.
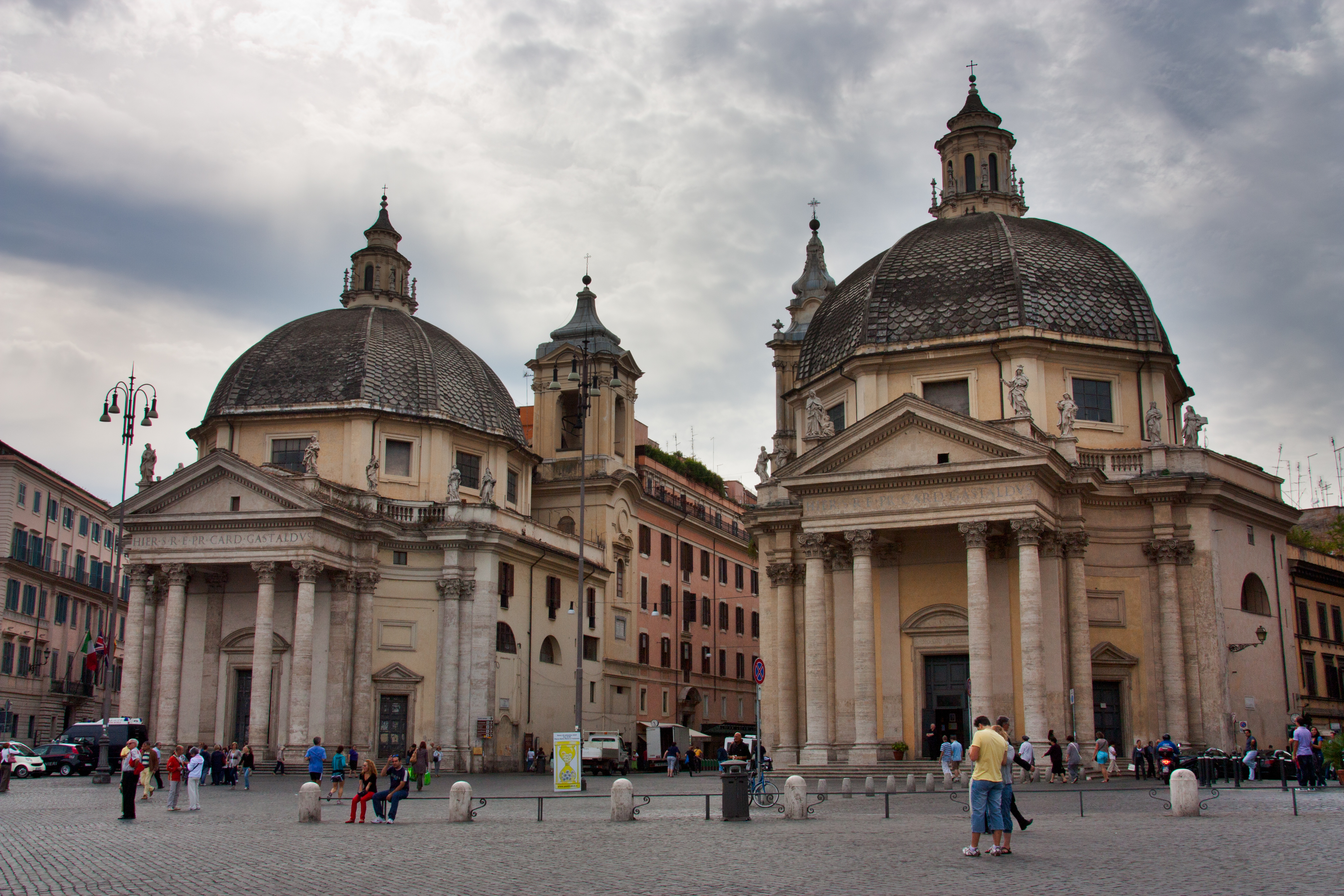
Santa Maria di Montesanto (till vänster) och Santa Maria dei Miracoli (till höger).